# Buffalo (famiglia)
La famiglia di Buffalo, conosciuta anche come famiglia Magaddino o The Arm ((IT) :Il Braccio) o Famiglia Todaro, è una potente famiglia mafiosa che segue le proprie attività illecite a Buffalo, nello stato di New York, negli Stati Uniti d'America.

## Origini
Il primo boss noto di Buffalo è stato Angelo "Buffalo Bill" Palmeri, emigrato dalla cittadina siciliana di Castellammare del Golfo. Palmeri era un noto mafioso siciliano che assunse il controllo della Little Italy di Buffalo, guadagnando soldi tramite la "protezione" dei proprietari dei negozi di generi alimentari, venditori ambulanti e ristoranti italiani. Guidava anche un gruppo della Mano Nera che predavano le imprese sia legali che illegali, tra cui protettori e spacciatori di narcotici.
Palmieri era un capodecina del Clan Castellammarese, che aveva partecipazioni e componenti in quasi tutti gli USA, in città come New York, Filadelfia, Boston, Detroit e Chicago.

## Era Maggadino
Stefano Magaddino era nato il 10 ottobre 1891 ed emigrò anch'egli negli Stati Uniti da Castellammare del Golfo. Si stabilì nella comunità siciliana di Williamsburg a Brooklyn, New York. Magaddino proveniva da una famiglia di mafiosi potenti e ben noti e già aveva la reputazione di un killer spietato al suo arrivo negli Stati Uniti. Magaddino rapidamente si integrò nella malavita di New York e divenne un leader di una banda che si occupava di rapine, estorsioni, truffe e furti, che gli permisero di fare una piccola fortuna.
In poco tempo creò un vero e proprio gruppo composto da castellammaresi, conosciuto come "I bravi killer", divenuto una potente presenza nella mafia. Nel 1921 fu arrestato a New York, insieme allo stretto collaboratore e collega Castellammarese Gaspare Milazzo, per il loro presunto coinvolgimento nell'omicidio di un uomo ad Avon, New Jersey. La vittima era un membro del clan Buccellato di Castellammare, un clan rivale della famiglia dei Maggadino, con cui aveva combattuto più volte i Sicilia.
Dopo essere stato rilasciato dalla polizia di New York, Milazzo si trasferì in un'altra grande comunità Castellammarese di Detroit, mentre Magaddino spostò la sua base di operazioni nella zona superiore dello Stato di New York, stabilendosi prima nella città di Buffalo, poi nella zona delle Cascate del Niagara nel 1922.
Magaddino divenne uno stretto collaboratore di Angelo Palmeri, e dopo la morte del suo viceboss Joseph Peter DiCarlo, Palmeri convinse Maggadino a prendere la sua posizione come boss. Magaddino accettò e nominò Palmeri suo consigliere.
Sotto Magaddino, la famiglia di Buffalo divenne un gruppo influente durante il proibizionismo, beneficiando della vicinanza con il confine canadese e delle molte connessioni con la criminalità organizzata a livello nazionale. Per tutto il proibizionismo, la famiglia di Buffalo ebbe forti legami con gruppi mafiosi canadesi dell'Ontario, che rifornivano di liquori molte gang della malavita americana, che a loro volta li contrabbandavano per tutti gli Stati Uniti.
La famiglia di Buffalo crebbe in potenza e influenza durante gli anni venti e cominciò ad affermarsi a livello nazionale attraverso i legami affaristici che Maggadino aveva stretto con la Chicago Outfit e la Detroit Partnership nel Midwest, con la famiglia di Los Angeles nella West Coast e con la famiglia Bonanno di New York, guidata dal cugino Joe Bonanno.

### Le "Guerre di Zucchero"
Magaddino e la sua famiglia diventarono estremamente ricchi durante il proibizionismo, e durante gli anni venti fece in modo che i suoi interessi criminali e territori fossero protetti dai rivali. Tra questi c'erano i Porello di Cleveland. Così nacque un conflitto tra la Famiglia Magaddino e la Famiglia Porrello di Cleveland.
La guerra scoppiò quando i mafiosi di Cleveland hanno cercato di espandere il loro business sullo zucchero di mais a Sud in Pennsylvania e a Nord a New York, a discapito di Magaddino e il suo gruppo.
Di conseguenza scoppiò una guerra tra i due gruppi che però si concluse in fretta. Infatti l'enorme potere dei Magaddino li favorì nello scontro, cacciando i Porrello da New York.

## Guerra castellammarese
Verso la fine del Proibizionismo la mafia di New York e in misura minore l'intera Mafia americana fu coinvolta nella famosa "guerra Castellammarese" del 1930-1931, che aveva da una parte il Clan Castellammarese guidato da Salvatore Maranzano, che voleva mantenere inalterati i riti di Cosa Nostra, e dall'altra la Famiglia Masseria, guidata da Joe Masseria, che voleva aprire Cosa Nostra a tutti gli italiani e fare affari con gli ebrei e gli irlandesi.
Maggadino, per via della stessa origine castellammarese, si schierò con Maranzano.
La guerra si concluse nel 1931, quando il giovane Charles "Lucky" Luciano eliminò il suo boss Masseria, e successivamente Maranzano, per poter finalmente riorganizzare Cosa Nostra, creare la Commissione e porre fine alle guerre tra le famiglie. Per fare questo però, Luciano dovette spazzar via tutti i "Mustache Pete" ("Baffo Pietro") di Cosa Nostra, ossia la vecchia guardia della mafia.
Maggadino, durante la guerra, aveva finanziato massicciamente i suoi alleati, vedendoli poi vanificati quando questi furono spazzati via uno dopo l'altro, costringendolo ad allearsi con Luciano per evitare la stessa sorte.
Grazie a questa decisione, quella di Maggadino fu tra le prime a sedere nella Commissione, assieme alle Cinque Famiglie di New York, la Chicago Outfit e le famiglie di Cleveland, Detroit, Boston, Filadelfia e New Orleans.

### Anni d'oro
La Famiglia Magaddino controllava il ricco giro di scommesse illegali a Western New York fino al sud dell'Ontario gestendo la maggior parte dei casinò illegali. Nel corso del 1920 la Famiglia incominciò a trafficare droga e divenne importante nel 1957 dopo l'incontro tra mafiosi americani e siciliani che avvenne al Grand Hotel des Palmes a Palermo.
La Famiglia Magaddino con gli alleati di lunga data della Famiglia Bonanno di New York, utilizzarono i loro contatti siciliani e i loro gruppi satelliti canadesi a Montreal e in Ontario per importare grandi spedizioni di eroina dalla Turchia facendolo arrivare proprio a Montreal. Da qui la facevano entrare in America attraverso i valichi di frontiera canadesi-americani di Niagara Falls e Fort Erie-Buffalo e quindi distribuire la droga in tutta la Costa Orientale portando enormi guadagni alle due Famiglie che diventarono enormemente ricchi.
Questa rete fu mantenuta nel corso del 1960 e 1970, e anche nel 1980: infine culminerà con il famosissimo caso "Pizza Connection" nel 1987.

## Guerra delle Banane
Dal 1964 fino alla fine del 1968 il boss Stefano Magaddino si vide profondamente coinvolto in un cruento conflitto di New York, noto come "Guerra delle Banane", che vedeva protagonisti il boss dei Bonanno, e cugino di Magaddino, Joe " Joe Bananas " Bonanno contro una fazione ribelle all'interno della sua stessa famiglia, guidata dal cognato di Magaddino, Gaspar di Gregorio. Magaddino sosteneva il cognato Gaspar insieme a quasi tutti gli altri capi della Commissione dato che il cugino Joe era diventato molto arrogante.
Dunque per mettere fine ai conflitti il boss di Buffalo la notte del 20 ottobre 1964, mandò il figlio Peter e il fratello Nino, a New York per rapire il cugino Joe fin quando non si sarebbe ritirato e consegnato il trono dei Bonanno a Di Gregorio.
A quanto pare il rapimento ebbe successo e Joe restò in mano a Magaddino per 6 settimane, dopodiché decise di ritirarsi, solo temporaneamente, e il comando dei Bonanno andò al cognato di Magaddino, Gaspar Di Gregorio. Tuttavia Bonanno nel 1965 tornò a New York per comandare le sue forze nella guerra con Di Gregorio.
Magaddino perse molto del suo rispetto dato che venne visto da molti come l'istigatore principale della guerra interna ai Bonanno.

## La Guerra Civile
Entro la fine del 1960 molti dei subalterni e membri della Famiglia incominciarono a credere che il boss fosse diventato un leader paranoico e avido. Quest'ipotesi si rafforzò alla fine del 1968 quando Magaddino disse che la quota dei capi mandamento sarebbe scesa di molto e in più non avrebbero ricevuto più l'annuale bonus di Natale pari a 50.000$. 
Quest'evento fece arrabbiare i principali capi della famiglia tra cui i capi mandamento: Joe Fino, Sam Piero e Danny Sansanese.
Il 28 novembre 1968 ci fu l'evento che segnò il destino di Magaddino. Infatti quel giorno Stefano Magaddino e suo figlio Peter vennero attestati con l'accusa di scommesse illegali. Nella successiva perquisizione alla casa di Magaddino, l'FBI trovò circa 473.134 $ in contanti. I capi mandamento venuti a sapere della cifra che possedeva Magaddino decisero di ucciderlo. Tuttavia questi avevano paura delle ritorsioni della Commissione: infatti i vari boss riconoscevano ancora Magaddino come boss della Famiglia. Di conseguenza assassinare un boss senza il permesso della Commissione significava la morte.
Dunque un gruppo di capi mandamento di Buffalo tra Sam Pieri, Danny Sansanese,Joe Fino,Joe DiCarlo Jr,Sam Frangiamore e Joe Todaro Sr. viaggiarono a Rochester per incontrarsi con il boss della Banda di Rochester Frank Valenti e decidere il da farsi. Alla riunione si decise definitivamente di non riconoscere più Magaddino come capo e ribellarsi. Però non avendo il permesso della Commissione per ucciderlo decisero di dividersi in vari gruppi e scoppiò la guerra civile.
La Famiglia era ora suddivisa in:
-i Lealisti di Magaddino: formati dal vice boss Freddie Randuccio, il fratello Nino Magaddino, il figlio e consigliere Peter Magaddino, e i capi Roy Carlisi, Charles A.Montana, Jimmy LaDuca e Vincent Scro. Tutti a parte Carlisi erano imparentati con Magaddino per famiglia o per matrimonio.
-La fazione Fino-Sansenese: formata dai capi mandamento Joe Fino e Danny Sansanese Sr. e John Cammilleri a capo della fazione, e l'affiliato Pat Naterelli, ex uomo di Randuccio e scarcerato da poco di prigione.
-La fazione Pieri-Frangiamore: questa fazione era una delle più potenti dato che era formata solo da capi mandamento; infatti i membri erano Sam Frangiamore, Sam Pieri, Joe Pieri Sr, John "Johnny Ray" Pieri, Johnny DiCarlo Jr, il nipote di Frangiamore, Paul Volpe, il capo Joe Todaro Sr, e il capo da poco scarcerato Anthony "Tony" Romano.
-La fazione di Rochester: questa fazione era capitanata dal potente capo mandamento Frank Valenti. Quest'ultimo nel 1970 colse il rapporto col suocero Anthony Ripepi, capo mandamento di Pittsburgh, per annunciare che la banda di Rochester non era più sotto l'influenza di Buffalo e formarono l'indipendente Famiglia di Rochester che alla fine dei conflitti entrò a far parte della Commissione.
Nella guerra che scaturì la fazione Pieri-Frangiamore era la più avvantaggiata e quando il 9 giugno 1969 ci fu il primo incontro tra i capi degli scissionisti si riunirono e Sam Pieri venne scelto come boss temporaneo della Famiglia di Buffalo, Joe Fino divenne il vice boss temporaneo, e nel 1968 dopo l'arresto di Randaccio, Johnny DiCarlo divenne il consigliere temporaneo. La famiglia non aveva mai vissuto una guerra interna di questa portata e ora la famiglia non era più unita, forte e grande come una volta e restò così per circa un decennio.

## Era Pieri-Frangiamore
Per la Commissione il boss ufficiale della famiglia era ancora Stefano Magaddino, ma in realtà ci fu un susseguirsi di capi temporanei. Il primo fu Sam Pieri che divenne capo da gennaio 1969 fino al 25 settembre 1970 quando fu arrestato e condannato a 5 anni. Il nuovo capo divenne Joe Fino e il vice boss Danny Sanasanese, entrambi della fazione Fino-Sansanese. Tuttavia il 15 settembre 1971 Joe fino e suo fratello Nick furono arrestati con l'accusa di gioco d'azzardo. Tutto ciò ridusse di molto il potere della fazione Fino-Sansanese e nel 1972 Joe Fino uscì ma venne nominato vice boss sotto Sam Frangiamore che ormai aveva preso il potere della famiglia. Infatti il membro della fazione Pieri-Frangiamore Joe DiCarlo divenne consigliere e numero 2 della Famiglia di Buffalo.
Nel 1974 il potente capo mandamento John Cammilleri venne rilasciata dal carcere. Cammilleri era stato a lungo un capo nella famiglia di Buffalo ed era a capo del lucroso racket del sindacato dei lavoratori di Buffalo. Nel 1933 Cammilleri venne arrestato e condannato a vent'anni per racket e intenzione di uccidere nel corso della guerra civile. Tuttavia nel 1939 venne rilasciato sulla parola e tornò a comandare all'interno della famiglia. Rimase fuori dai guai fino al 1971 quando fu arrestato per gioco d'azzardo. Nel 1974 venne rilasciato e divenne molto influente portando al vecchio splendore la fazione Fino-Sansanese. Nel 1974 Sam Pieri venne rilasciato sulla parola. Il capo attuale era ancora Sam Frangiamore e i due si accordarono contro Cammilleri che rappresentava un problema nella fazione Fino-Sansanese. Dunque l'8 maggio 1974 all'uscita dal famoso ristorante "Roselands" Cammilleri venne raggiunto dai killer di Pieri e Frangiamore che lo uccisero con diversi colpi al volto e al torace uccidendo all'istante.
L'omicidio di Cammilleri segnò una svolta nella Famiglia di Buffalo dato che da lì a poco Magaddino sarebbe morto. Infatti il 19 giugno 1974 il vecchio boss morì facendo salire al potere definitivamente Pieri e Frangiamore.
Frangiamore per diversi anni comandò la famiglia,ma in molti sostenevano che fosse solo un capo temporaneo per proteggere il vero boss Sam Pieri. Tuttavia in seguito a diversi arresti all'interno della famiglia emerse Giuseppe Todaro detto "Puppa Joe" che crebbe in fama e popolarità soprattutto tra i più giovani membri della famiglia.

## Era Todaro
Nel 1985 Giuseppe Todaro venne nominato boss ufficiale della famiglia di Buffalo. Todaro, per gli amici chiamato "Puppa Joe", era il proprietario della pizzeria La Nova a 371 West Gerry St sul West Side di Buffalo. Todaro era un elemento di spicco della mafia di Buffalo nel corso degli anni 50 ed era molto attivo nelle organizzazioni sindacali. Ha scalato costantemente i ranghi della famiglia nel corso degli anni 60 e 70 fino a diventare capo della famiglia nel 1985.
Al momento della sua elevazione a capo Todaro promosse il figlio, Joseph " Big Joe " Todaro Jr, a vice boss della famiglia sostituendo il vecchio Joe Pieri Sr che nel 1987 venne costretto al ritiro. Infatti Pieri era l'ultimo della fazione Pieri-Frangiamore e poteva rappresentare un problema. Nel frattempo Todaro promosse a consigliere il capo mandamento Leonard Falzone, che nel 2006 prenderà il controllo della famiglia.
Joe Todaro Sr mantenne il controllo sui vecchi racket tradizionali come il gioco d'azzardo, lo strozzinaggio, lo sfruttamento della prostituzione, il traffico degli stupefacenti e i racket del lavoro sindacale ma ampliò gli orizzonti della famiglia a racket più moderni come frodi assicurative, telemarketing e truffe. Todaro scelse Leonard Falzone, detto "IronShark King", come sorvegliante e gestore delle operazioni di strozzinaggio e gioco d'azzardo negli stati di New York, North Pennsylvania, Ohio orientale e nel sud dell'Ontario dal 1980 fino al 1990. In questo modo Todaro spianò la strada a Falzone.

## Stato Attuale
Dopo il ritiro di Joe Todaro Sr nel 1990 il suo probabile successore doveva essere il figlio Joe Todaro Jr. Infatti fino al 1995 Todaro Jr comandò la famiglia. Tuttavia nel 2006 Todaro Jr si ritirò come il padre e nominò come boss e vice boss della famiglia rispettivamente: Leonard Falzone e il capo mandamento Benjamin Nicoletti Jr detto "Sonny".
A partire dal 2013 sembrò che l'era Falzone fosse finita e il suo successore fu Robert Panaro Jr detto Bobby a capo del gioco d'azzardo a Las Vegas per la famiglia.
Tuttavia nel 2016 il nuovo boss della famiglia Magaddino/Todaro era considerato Anthony Lupiania Todaro, che era il più giovane boss nella storia della famiglia.

### Amministrazione
- Boss:
- 2006-attualmente - Joseph A. "Big Joe" Todaro Jr.
- Vice boss:
- 2017-2024 - Domenico Violi
- 2024-attualmente Robert "Bobby" Panaro
- Consigliere:
- 2025-attualmente - Victor Sansanese

### Caporegime
Fazione Canadese
- Rocco Luppino

### Soldati
Fazione dei bufali
- Vittorio Sansanese
- Robert Panaro
- John Pieri
- Peter Gerace Sr.
- Donald Panepinto

Fazione canadese
- Natale Luppino
- Giuseppe Violi

### Associati
Fazione dei bufali
- Joseph Edward "Joey" Todaro III
- Peter Gerace Jr.
- Anthony Gerace
- Peter Capitano Jr.
- Sam Capitano
- Michael Masecchia

Buffalo club Motociclistico
- John Ermin

Fazione utica
- Russell Carcone

Fazione Niagara Hells Angels
- Gerald Ward